# Uropsilus
Uropsilus es un género de tálpidos parecidos a las musarañas, endémicos de la región boscosa y alto-alpina que rodea China, Birmania y Vietnam. Tienen un hocico largo, una larga cola esbelta, orejas externas y unas pequeñas patas delanteras especializadas al excavar. A pesar de que se asemejan a las musarañas en la medida, el aspecto y presumiblemente, las costumbres ecológicas, son tálpidos (topos auténticos). Uropsilus es el único género de la subfamilia de los uropsilinos (Uropsilinae), una de las tres que forman la familia de los tálpidos.

## Especies
- Uropsilus andersoni
- Uropsilus fansipanensis[1]
- Uropsilus funiushanensis[2]
- Uropsilus gracilis
- Uropsilus huanggangensis[3]
- Uropsilus investigator
- Uropsilus soricipes